# Перумал, Говинд
Говинд Перумал (англ. Govind Perumal; 25 сентября 1925 — 17 сентября 2002, Нала Сопара, Махараштра) — индийский хоккеист на траве, полузащитник. Двукратный олимпийский чемпион 1952 и 1956 годов.

## Биография
Говинд Перумал родился 25 сентября 1925 года. 
Играл в хоккей на траве за Бомбей.
В 1952 году вошёл в состав сборной Индии по хоккею на траве на летних Олимпийских играх в Хельсинки и завоевал золотую медаль. Играл на позиции полузащитника, провёл 3 матча, мячей не забивал.
В 1956 году вошёл в состав сборной Индии по хоккею на траве на летних Олимпийских играх в Мельбурне и завоевал золотую медаль. Играл на позиции полузащитника, провёл 4 матча, мячей не забивал.
Умер 17 сентября 2002 года в индийском городе Нала Сопара.